# Nordhav-Stiftung
Die Nordhav-Stiftung war eine 1939 von Reinhard Heydrich gegründete und der SS zugehörige Stiftung, die Grundstücksgeschäfte für die SS abwickelte.

## Gründung und Zweck der Stiftung
Die Stiftung mit Sitz in Berlin, deren Name auf eine alte germanische Bezeichnung für die Nordsee zurückgeht, wurde im Sommer 1939 von Reinhard Heydrich ins Leben gerufen. Ihre offizielle Anerkennung durch den Staatssekretär Wilhelm Stuckart erfolgte am 3. August 1939. Ihr statutmäßiger Zweck bestand im Erwerb und Unterhalt von Erholungsheimen für SS- und Polizeiangehörige.
Heydrich ernannte 1939 fünf Stiftungsdirektoren: Karl Wilhelm Albert, Werner Best, Herbert Mehlhorn, Kurt Pomme und Walter Schellenberg.

## Geschäfte der Stiftung
Die erste Maßnahme der Stiftung bestand im Ankauf des Katharinenhofes auf Fehmarn, den Heydrich als privates Feriendomizil zu nutzen beabsichtigte. Der Ankauf der elf Hektar großen Anlage mit Strandlage – die unter anderem ein Hünengrab, ein Strandhaus und Ställe umfasste – wurde von Schellenberg durchgeführt. Nach dem Überfall auf Polen war die Stiftung sechs Monate lang inaktiv.
Die wichtigste finanzielle Transaktion der Nordhav erfolgte im November 1940, als sie dem Industriellen Friedrich Minoux die Villa Marlier Am Großen Wannsee 56–58, ein herrschaftliches Anwesen mit Park, für 1,95 Millionen Mark abkaufte. Heydrich ließ das Gebäude zu einem Gästehaus der SS umbauen. Im August 1940 hatte die Stiftung das nahegelegene Landhaus Oppenheim an der Straße Zum Heckeshorn erworben, das möglicherweise einer Erweiterung des Gästebetriebs dienen sollte. In der Villa Marlier fand am 20. Januar 1942 die Wannseekonferenz statt, auf der Heydrich und einige andere die organisatorischen Grundlinien für die sogenannte „Endlösung der Judenfrage“, das heißt den Völkermord an den europäischen Juden, festlegten.